# 武田勇治郎
武田 勇治郎（たけだ ゆうじろう、1919年3月10日 - 1948年1月12日）は、日本の童謡詩人。代表作に「花のいろ」。
2003年に山形市で開催された第18回国民文化祭童謡フェスティバルで、武田作詞の「花のいろ」に新たに湯山昭が曲を付けたものが発表された。

## 経歴
1919年3月10日、山形県東村山郡相模村（現・山辺町）大字要害に生まれる。
1933年、相模尋常高等小学校高等科を卒業後、山形市旅篭町の高陽堂書店で住み込みの店員として働くようになる。
1934年、八文字屋で店員をしていた結城よしを（後に山形県を代表する歌人となる）と親しくなり、沢渡吉彦に師事しながら童謡の創作活動を行うようになる。
1937年には結城との共著となる童謡集『ぶどうの実』を刊行し、結城が主宰する『おてだま』の創刊に参加する。この頃、童謡詩人の島田忠夫に大きな影響を受けるようになる。1938年には高谷真、関昭一郎らと『雪むろ』を創刊し、編集に携わる。
1939年、千葉の部隊に入営する。高陽堂書店は入営のために辞めている。主に東京都葛西付近で本土防衛の任にあたっていた。1945年、第二次世界大戦の終戦に伴い退役となり、1946年より山形県出羽村（現・山形市）の共和産業会社に勤めるようになる。
1947年5月に沢渡らと「日本童話会山形支部」を結成、同年10月に会誌『童話』に「花のいろ」を発表する。
1948年、11月に山形市立病院済生館に入院する。直ぐに退院するも病状が悪化し、山形市肴町の佐々木医院に再入院するも、翌1949年1月12日に入院したまま死去。
1974年、武田勇治郎遺稿集・童謡詩集『花のいろ』が出版される。
1980年、生地である山辺町要害の児童公園に童謡詩碑が建立される。

## メディア
以下のメディアに「花のいろ」が採録されている。
書籍
- 『童謡曲集 おはなし・赤ちゃんの歯・夢の工場・花のいろ』 1947年、ヒカリ音楽出版社
- 『湯山昭新選童謡歌曲集「おはなしゆびさん」』 2003年、全音楽譜出版社、ISBN 978-4116201100

レコード
- 『花のいろ・夢の工場』 キングレコード